# Elias Camsek Chin
Elias Camsek Chin, né le 10 octobre 1949 à Peleliu, a été le vice-président de l’archipel des Palaos du 1er janvier 2005 au 15 janvier 2009. Le 2 novembre 2004, il emporte l’élection vice-présidentielle qui l’opposait à Sandra Pierantozzi, avec 71,1 % des votes.
Il est diplômé de l’université d'Hawaï.
Lors de l’élection présidentielle du 4 novembre 2008, il est battu par Johnson Toribiong.

## Biographie
Elias Camsek Chin est né à Peleliu (Palaos) le 11 octobre 1949. Son père, Taktai Chin, était le fils d'un mineur chinois à Angaur et d'une mère palaosienne, et devint le premier médecin de Palau. Sa mère, Takeko Chin (née Kuratomi), était d'origine japonaise.
Dans sa jeunesse, Camsek a fréquenté le lycée Farrington de Honolulu, à Hawaï. Il a épousé Miriam Rudimch en 1977.
Elias Camsek Chin a assisté à l'Institut électronique d'Hawaï, où il a obtenu un diplôme en technologie en génie électronique. Il a obtenu un baccalauréat ès arts en psychologie de l'université d'Hawaï à Manoa, où il a également suivi le programme d'études sur le programme de formation des officiers de réserve et l'éducation. En 1975, le sous-lieutenant Chin a été engagé dans le corps blindé de l'armée américaine. Il a ensuite été muté au Corps de l’aviation et a passé plus de 20 ans en tant qu’aviateur de combat de l’armée américaine.